# Grandes-Colares das Ordens Honoríficas Portuguesas
Os Grandes-Colares das Ordens Honoríficas Portuguesas constituem o mais alto grau existente no sistema honorífico  de Portugal. Tradicionalmente reservado a Chefes de Estado, salvo raras excepções que traduzem uma especial distinção, o Grande-Colar existe somente nas Antigas Ordens Militares e nas Ordens Nacionais.

## Enquadramento

### História
O Grande-Colar é o mais alto grau existente nas Ordens Honoríficas Portuguesas. Até 2021, este grau especial existia somente nas seguintes Ordens: 
- Ordem Militar da Torre e Espada, do Valor, Lealdade e Mérito
- Ordem Militar de Sant'Iago da Espada
- Ordem do Infante D. Henrique
- Ordem da Liberdade

Com a alteração da Lei das Ordens Honoríficas em 2021, foi introduzido o grau de Grande-Colar da Ordem Militar de Cristo e da Ordem Militar de Avis, ficando desta forma uniformizado o número de graus de todas as Antigas Ordens Militares. A recém-criada Ordem de Camões prevê também o grau de Grande-Colar.
O grau de Grande-Colar é tradicionalmente reservado a Chefes de Estado, salvo raras excepções que traduzem uma especial distinção. O Grande-Colar da Ordem Militar da Torre e Espada constitui a máxima honra outorgável no âmbito das Ordens Honoríficas Portuguesas. É reservado ex officio aos Antigos Presidentes da República. Foi ainda outorgado a título excepcional a Chefes de Estado estrangeiros com especiais ligações a Portugal.
O Grande-Colar da Ordem do Infante D. Henrique é a condecoração tradicionalmente outorgada a Chefes de Estado estrangeiros. A outorga do Grande-Colar da Ordem Militar de Sant'Iago da Espada ou da Ordem da Liberdade constitui uma distinção adicional.
Tal como nos demais graus das Ordens Honoríficas Portuguesas, os agraciados portugueses são membros titulares das Ordens, enquanto os estrangeiros são membros honorários.

### Grandes-Colares

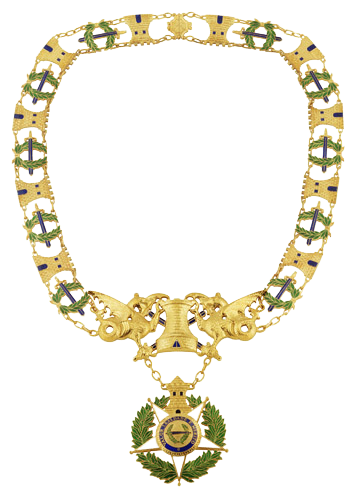
Torre e Espada (1939)
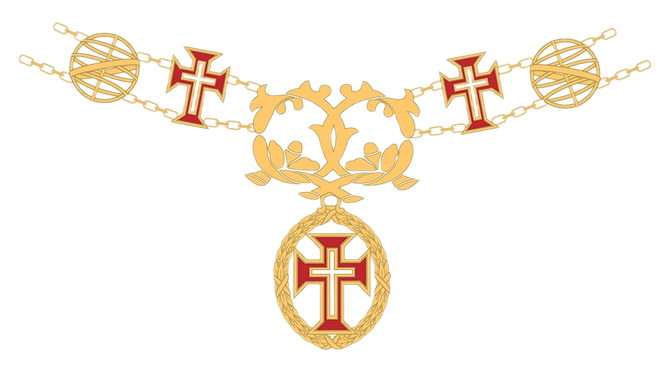
Cristo (2021)
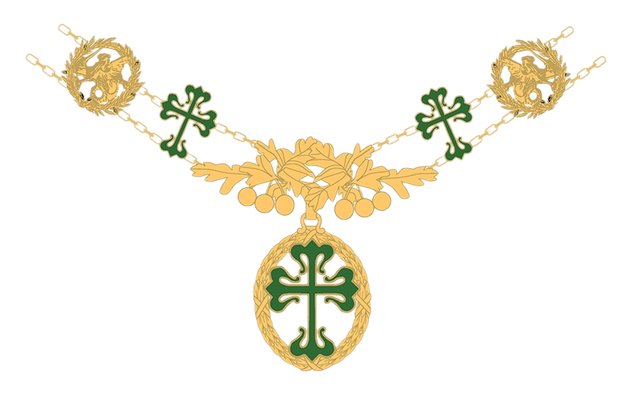
Avis (2021)
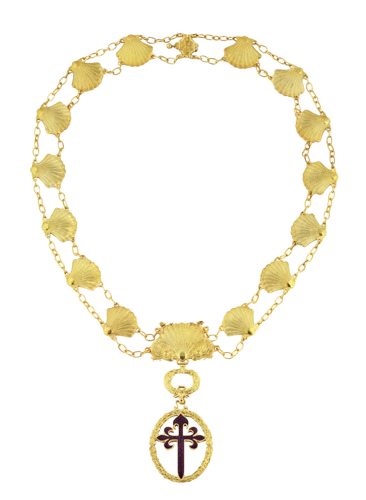
Sant'Iago da Espada (1962)

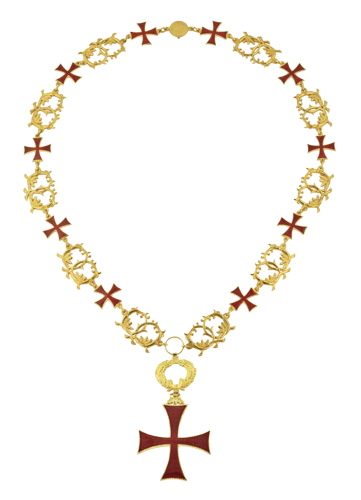
Infante D. Henrique (1960)
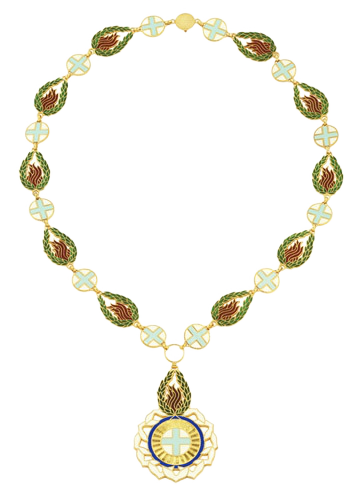
Liberdade (1976)
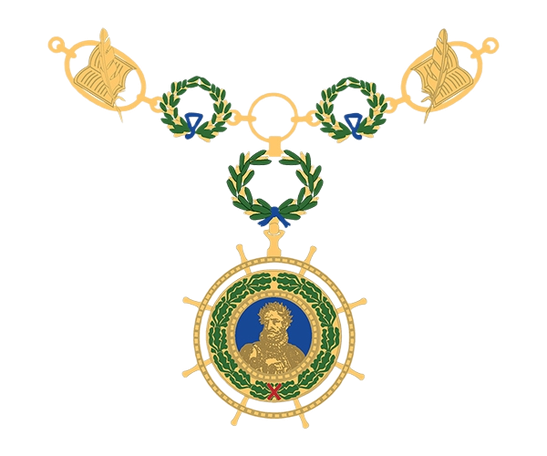
Camões (2021)

## Presidente Carmona (1926-1951)
| Nome                                                | Vida      | Ordem          | Alvará              |
| --------------------------------------------------- | --------- | -------------- | ------------------- |
| Generalíssimo Francisco Franco, Caudilho de Espanha | 1892–1975 | Torre e Espada | 30 de Junho de 1939 |

## Presidente Craveiro Lopes (1951-1958)
Nenhum agraciamento registado.

## Presidente Américo Thomaz (1958-1974)
| Nome                                                                    | Vida      | Ordem               | Alvará                  |
| ----------------------------------------------------------------------- | --------- | ------------------- | ----------------------- |
| Juscelino Kubitschek, Presidente do Brasil                              | 1902–1976 | Infante D. Henrique | 20 de Outubro de 1960   |
| Marechal Humberto de Alencar Castelo Branco, Presidente do Brasil       | 1897–1967 | Infante D. Henrique | 21 de Julho de 1965     |
| Almirante Américo Thomaz, 13º Presidente da República (ex officio)      | 1894–1987 | Torre e Espada      | 9 de Agosto de 1965     |
| Xá Mohammad Reza Pahlavi da Pérsia                                      | 1919–1980 | Infante D. Henrique | 27 de Julho de 1967     |
| Anastasio Somoza Debayle, Presidente da Nicarágua                       | 1925–1980 | Infante D. Henrique | 19 de Fevereiro de 1968 |
| Doutor António de Oliveira Salazar, Presidente do Conselho de Ministros | 1889–1970 | Infante D. Henrique | 4 de Outubro de 1968    |
| Príncipe Filipe, Duque de Edimburgo                                     | 1921–2021 | Infante D. Henrique | 31 de Maio de 1973      |
| General Emílio Garrastazu Médici, Presidente do Brasil                  | 1905–1985 | Sant'Iago da Espada | 24 de Abril de 1972     |
| General Emílio Garrastazu Médici, Presidente do Brasil                  | 1905–1985 | Torre e Espada      | 9 de Maio de 1973       |

## Presidente Spínola (1974)
Nenhum agraciamento registado.

## Presidente Costa Gomes (1974-1976)
| Nome                                                    | Vida      | Ordem               | Alvará                                  |
| ------------------------------------------------------- | --------- | ------------------- | --------------------------------------- |
| Leopold Sédar Senghor, Presidente do Senegal            | 1906–2001 | Sant'Iago da Espada | 13 de Março de 1975                     |
| Elena Ceausescu, Primeira-Dama da Roménia               | 1916–1989 | Infante D. Henrique | 12 de Junho de 1975 irradiada em 1989   |
| Nicolau Ceausescu, Presidente da Roménia                | 1918–1989 | Sant'Iago da Espada | 14 de Outubro de 1975 irradiado em 1989 |
| Valéry Giscard d'Estaing, Presidente de França          | 1926–2020 | Sant'Iago da Espada | 14 de Outubro de 1975                   |
| Edward Gierek                                           | 1913–2001 | Infante D. Henrique | 16 de Março de 1976                     |
| Henryk Jablonski, Presidente da Polónia                 | 1909–2003 | Infante D. Henrique | 16 de Março de 1976                     |
| General Piotr Jaroszewicz, Primeiro-Ministro da Polónia | 1909–1992 | Infante D. Henrique | 16 de Março de 1976                     |

## Presidente Ramalho Eanes (1976-1986)
| Nome                                                                     | Vida           | Ordem               | Alvará                  |
| ------------------------------------------------------------------------ | -------------- | ------------------- | ----------------------- |
| General Ernesto Geisel, Presidente do Brasil                             | 1907–1996      | Sant'Iago da Espada | 1 de Junho de 1977      |
| Carlos Andrés Pérez, Presidente da Venezuela                             | 1922–2010      | Sant'Iago da Espada | 1 de Junho de 1977      |
| Marechal Josip Tito, Presidente da Jugoslávia                            | 1892–1980      | Infante D. Henrique | 2 de Abril de 1978      |
| Rei Juan Carlos I de Espanha                                             | 1938 (87)      | Infante D. Henrique | 17 de Abril de 1978     |
| Walter Scheel, Presidente da Alemanha                                    | 1919–2016      | Sant'Iago da Espada | 9 de Maio de 1978       |
| Rei Juan Carlos I de Espanha                                             | 1938 (87)      | Sant'Iago da Espada | 11 de Outubro de 1978   |
| Rei Olav V da Noruega                                                    | 1903–1991      | Sant'Iago da Espada | 11 de Outubro de 1978   |
| Valéry Giscard d'Estaing, Presidente de França                           | 1926–2020      | Infante D. Henrique | 21 de Outubro de 1978   |
| General Ernesto Geisel, Presidente do Brasil                             | 1907–1996      | Infante D. Henrique | 23 de Fevereiro de 1979 |
| Rainha Isabel II do Reino Unido                                          | 1926 (99)      | Sant'Iago da Espada | 14 de Agosto de 1979    |
| Pál Losonczi, Presidente da Hungria                                      | 1919–2005      | Infante D. Henrique | 14 de Agosto de 1979    |
| Todor Zhivkov, Presidente da Bulgária                                    | 1911–1998      | Infante D. Henrique | 21 de Agosto de 1979    |
| Alessandro Pertini, Presidente de Itália                                 | 1896–1990      | Sant'Iago da Espada | 17 de Novembro de 1980  |
| Karl Carstens, Presidente da Alemanha                                    | 1914–1992      | Sant'Iago da Espada | 23 de Dezembro de 1980  |
| General João Figueiredo, Presidente do Brasil                            | 1918–1999      | Sant'Iago da Espada | 22 de Setembro de 1981  |
| Rei Balduíno I dos Belgas                                                | 1930–1993      | Infante D. Henrique | 24 de Agosto de 1982    |
| Samora Machel, Presidente de Moçambique                                  | 1933–1996      | Infante D. Henrique | 30 de Agosto de 1982    |
| General Hosni Mubarak, Presidente do Egipto                              | 1928–2020      | Infante D. Henrique | 19 de Agosto de 1983    |
| Príncipe Frei Angelo de Mojana di Cologna, Grão-Mestre da Ordem de Malta | 1905–1988      | Infante D. Henrique | 2 de Setembro de 1983   |
| François Mitterrand, Presidente de França                                | 1916–1996      | Infante D. Henrique | 29 de Setembro de 1983  |
| Rudolf Kirchschläger, Presidente da Áustria                              | 1915–2000      | Infante D. Henrique | 18 de Abril de 1984     |
| Rainha Margarida II da Dinamarca                                         | 1940 (85)      | Infante D. Henrique | 20 de Junho de 1984     |
| Denis Sassou Nguesso, Presidente do Congo                                | 1943 (81)      | Infante D. Henrique | 24 de Novembro de 1984  |
| Mobutu Sésé Seko, Presidente do Zaire                                    | 1930–1997      | Infante D. Henrique | 12 de Dezembro de 1984  |
| Grão-Duque Jean do Luxemburgo                                            | 1921–2019      | Infante D. Henrique | 29 de Janeiro de 1985   |
| Manuel Pinto da Costa, Presidente de São Tomé e Príncipe                 | 1937 (87)      | Infante D. Henrique | 31 de Janeiro de 1986   |
| Aristides Pereira, Presidente de Cabo Verde                              | 1923–2011      | Infante D. Henrique | 31 de Janeiro de 1986   |
| General António Ramalho Eanes, 16º Presidente da República (ex officio)  | 1935 (90 anos) | Torre e Espada      | 9 de Março de 1986      |

## Presidente Soares (1986-1996)
| Nome                                                       | Vida      | Ordem               | Alvará                 |
| ---------------------------------------------------------- | --------- | ------------------- | ---------------------- |
| José Sarney, Presidente do Brasil                          | 1930 (95) | Sant'Iago da Espada | 14 de Julho de 1986    |
| Rei Carlos XVI Gustavo da Suécia                           | 1946 (79) | Infante D. Henrique | 13 de Janeiro de 1987  |
| Jaime Lusinchi, Presidente da Venezuela                    | 1924–2014 | Infante D. Henrique | 21 de Janeiro de 1987  |
| François Mitterrand, Presidente de França                  | 1916–1996 | Liberdade           | 28 de Outubro de 1987  |
| José Eduardo dos Santos, Presidente de Angola              | 1942 (82) | Infante D. Henrique | 25 de Janeiro de 1988  |
| Rei Juan Carlos I de Espanha                               | 1938 (87) | Liberdade           | 13 de Outubro de 1988  |
| Virgilio Barco, Presidente da Colômbia                     | 1921–1997 | Infante D. Henrique | 4 de Fevereiro de 1989 |
| Richard von Weizsäcker, Presidente da Alemanha             | 1920–2015 | Infante D. Henrique | 19 de Junho de 1989    |
| Aristides Pereira, Presidente de Cabo Verde                | 1923–2011 | Sant'Iago da Espada | 9 de Agosto de 1989    |
| Rodrigo Borja, Presidente do Equador                       | 1935 (89) | Infante D. Henrique | 22 de Março de 1990    |
| Príncipe Frei Andrew Bertie, Grão-Mestre da Ordem de Malta | 1929–2008 | Infante D. Henrique | 22 de Março de 1990    |
| Francesco Cossiga, Presidente de Itália                    | 1928–2010 | Infante D. Henrique | 22 de Março de 1990    |
| Joaquim Chissano, Presidente de Moçambique                 | 1939 (85) | Infante D. Henrique | 9 de Abril de 1990     |
| Christos Sartzetakis, Presidente da Grécia                 | 1929 (96) | Infante D. Henrique | 12 de Novembro de 1990 |
| Brunó Straub, Presidente da Hungria                        | 1914–1996 | Infante D. Henrique | 12 de Novembro de 1990 |
| Vaclav Havel, Presidente da Checoslováquia                 | 1936–2011 | Liberdade           | 13 de Dezembro de 1990 |
| Mário Soares, 17º Presidente da República (ex officio)     | 1924–2017 | Torre e Espada      | 9 de Março de 1991     |
| Rainha Beatriz da Holanda                                  | 1938 (87) | Infante D. Henrique | 14 de Maio de 1991     |
| António Mascarenhas Monteiro, Presidente de Cabo Verde     | 1944–2016 | Liberdade           | 11 de Novembro de 1991 |
| Mauno Koivisto, Presidente da Finlândia                    | 1923–2017 | Infante D. Henrique | 22 de Abril de 1992    |
| Patricio Aylwin, Presidente do Chile                       | 1918–2016 | Liberdade           | 26 de Agosto de 1992   |
| Rainha Margarida II da Dinamarca                           | 1940 (85) | Sant'Iago da Espada | 12 de Outubro de 1992  |
| Miguel Trovoada, Presidente de São Tomé e Príncipe         | 1936 (88) | Liberdade           | 12 de Outubro de 1992  |
| Rei Hassan II de Marrocos                                  | 1929–1999 | Infante D. Henrique | 26 de Março de 1993    |
| Rainha Isabel II do Reino Unido                            | 1926 (99) | Torre e Espada      | 27 de Abril de 1993    |
| Lech Walesa, Presidente da Polónia                         | 1943 (81) | Liberdade           | 11 de Maio de 1993     |
| Dawda Jawara, Presidente da Gâmbia                         | 1924–2019 | Infante D. Henrique | 4 de Outubro de 1993   |
| Imperador Akihito do Japão                                 | 1933 (91) | Sant'Iago da Espada | 2 de Dezembro de 1993  |
| Jelyu Jelev, Presidente da Bulgária                        | 1935–2015 | Liberdade           | 13 de Setembro de 1994 |
| Lech Walesa, Presidente da Polónia                         | 1943 (81) | Infante D. Henrique | 18 de Outubro de 1994  |
| Fernando Henrique Cardoso, Presidente do Brasil            | 1931 (93) | Liberdade           | 4 de Outubro de 1995   |
| Sam Nujoma, Presidente da Namíbia                          | 1929 (96) | Liberdade           | 11 de Outubro de 1995  |
| Nelson Mandela, Presidente da África do Sul                | 1918–2013 | Infante D. Henrique | 20 de Novembro de 1995 |
| Juan Carlos Wasmosy, Presidente do Paraguai                | 1938 (86) | Infante D. Henrique | 17 de Dezembro de 1995 |
| José Eduardo dos Santos, Presidente de Angola              | 1942 (82) | Sant'Iago da Espada | 16 de Janeiro de 1996  |

## Presidente Sampaio (1996-2006)
| Nome                                                    | Ordem               | Alvará                  |
| ------------------------------------------------------- | ------------------- | ----------------------- |
| Mário Soares, 17º Presidente da República               | Liberdade           | 9 de Março de 1996      |
| João Bernardo Vieira, Presidente da Guiné-Bissau        | Sant'Iago da Espada | 1 de Julho de 1996      |
| Aleksander Kwasniewski, Presidente da Polónia           | Infante D. Henrique | 2 de Fevereiro de 1997  |
| Joaquim Chissano, Presidente de Moçambique              | Sant'Iago da Espada | 21 de Abril de 1997     |
| Doutor Fernando Henrique Cardoso, Presidente do Brasil  | Sant'Iago da Espada | 18 de Agosto de 1997    |
| Rafael Caldera, Presidente da Venezuela                 | Infante D. Henrique | 17 de Outubro de 1997   |
| Leonid Kuchma, Presidente da Ucrânia                    | Infante D. Henrique | 16 de Abril de 1998     |
| Imperador Akihito do Japão                              | Infante D. Henrique | 12 de Maio de 1998      |
| Roman Herzog, Presidente da Alemanha                    | Infante D. Henrique | 13 de Agosto de 1998    |
| Ernesto Zedillo, Presidente do México                   | Infante D. Henrique | 30 de Setembro de 1998  |
| José Saramago                                           | Sant'Iago da Espada | 3 de Dezembro de 1998   |
| Jacques Chirac, Presidente da França                    | Infante D. Henrique | 4 de Fevereiro de 1999  |
| Konstantinos Stephanopoulos, Presidente da Grécia       | Infante D. Henrique | 13 de Dezembro de 1999  |
| Rei Alberto II dos Belgas                               | Infante D. Henrique | 13 de Dezembro de 1999  |
| Fernando Henrique Cardoso, Presidente do Brasil         | Infante D. Henrique | 14 de Março de 2000     |
| Emil Constantinescu, Presidente da Roménia              | Infante D. Henrique | 15 de Março de 2000     |
| Milan Kucan, Presidente da Eslovénia                    | Infante D. Henrique | 29 de Março de 2000     |
| António Mascarenhas Monteiro, Presidente de Cabo Verde  | Infante D. Henrique | 8 de Junho de 2000      |
| Rei Juan Carlos I de Espanha                            | Torre e Espada      | 11 de Setembro de 2000  |
| General Vasco Rocha Vieira, Governador de Macau         | Infante D. Henrique | 20 de Setembro de 2001  |
| Ricardo Lagos Escobar, Presidente do Chile              | Infante D. Henrique | 26 de Setembro de 2001  |
| Hugo Chávez, Presidente da Venezuela                    | Infante D. Henrique | 8 de Novembro de 2001   |
| Fernando de la Rúa, Presidente da Argentina             | Infante D. Henrique | 14 de Novembro de 2001  |
| Omar Bongo, Presidente do Gabão                         | Infante D. Henrique | 17 de Dezembro de 2001  |
| Carlo Azeglio Ciampi, Presidente de Itália              | Infante D. Henrique | 3 de Março de 2002      |
| Alpha Oumar Konaré, Presidente do Mali                  | Infante D. Henrique | 27 de Fevereiro de 2002 |
| Pedro Pires, Presidente de Cabo Verde                   | Infante D. Henrique | 22 de Abril de 2002     |
| Thomas Klestil, Presidente da Áustria                   | Infante D. Henrique | 19 de Agosto de 2002    |
| Georgi Parvanov, Presidente da Bulgária                 | Infante D. Henrique | 7 de Outubro de 2002    |
| Ferenc Mádl, Presidente da Hungria                      | Infante D. Henrique | 7 de Outubro de 2002    |
| Tarja Halonen, Presidente da Finlândia                  | Infante D. Henrique | 24 de Outubro de 2002   |
| Abdelaziz Bouteflika, Presidente da Argélia             | Infante D. Henrique | 14 de Janeiro de 2003   |
| Rolandas Paksas, Presidente da Lituânia                 | Infante D. Henrique | 29 de Maio de 2003      |
| Vaira Vike-Freiberga, Presidente da Letónia             | Infante D. Henrique | 29 de Maio de 2003      |
| Arnold Rüütel, Presidente da Estónia                    | Infante D. Henrique | 29 de Maio de 2003      |
| Luiz Inácio Lula da Silva, Presidente do Brasil         | Liberdade           | 23 de Julho de 2003     |
| Rei Harald V da Noruega                                 | Infante D. Henrique | 13 de Fevereiro de 2004 |
| Heinz Fischer, Presidente da Áustria                    | Infante D. Henrique | 31 de Janeiro de 2005   |
| Grão-Duque Henri do Luxemburgo                          | Infante D. Henrique | 6 de Maio de 2005       |
| Nicanor Duarte Frutos, Presidente do Paraguai           | Infante D. Henrique | 21 de Setembro de 2005  |
| Kofi Annan, Secretário-Geral das Nações Unidas          | Liberdade           | 11 de Outubro de 2005   |
| Xanana Gusmão, Presidente de Timor                      | Infante D. Henrique | 14 de Fevereiro de 2006 |
| Arnold Rüütel, Presidente da Estónia                    | Sant'Iago da Espada | 8 de Março de 2006      |
| Jorge Sampaio, 18º Presidente da República (ex officio) | Torre e Espada      | 9 de Março de 2006      |

## Presidente Cavaco Silva (2006-2016)
| Nome                                                                           | Vida      | Ordem               | Alvará                 |
| ------------------------------------------------------------------------------ | --------- | ------------------- | ---------------------- |
| Jorge Sampaio, 18º Presidente da República                                     | 1939–2021 | Liberdade           | 9 de Março de 2006     |
| Valdas Adamkus, Presidente da Lituânia                                         | 1926 (98) | Infante D. Henrique | 31 de Março de 2007    |
| Michelle Bachelet, Presidente do Chile                                         | 1951 (73) | Infante D. Henrique | 7 de Novembro de 2007  |
| José Ramos-Horta, Presidente de Timor-Leste                                    | 1949 (75) | Infante D. Henrique | 13 de Novembro de 2007 |
| Rei Abdullah II da Jordânia                                                    | 1962 (63) | Infante D. Henrique | 5 de Março de 2008     |
| Rei Carlos XVI Gustavo da Suécia                                               | 1946 (79) | Sant'Iago da Espada | 2 de Maio de 2008      |
| Rei Harald V da Noruega                                                        | 1937 (88) | Sant'Iago da Espada | 26 de Maio de 2008     |
| Lech Kaczynski, Presidente da Polónia                                          | 1949–2010 | Infante D. Henrique | 1 de Setembro de 2008  |
| Ivan Gasparovic, Presidente da Eslováquia                                      | 1941 (84) | Sant'Iago da Espada | 4 de Setembro de 2008  |
| Edward Fenech Adami, Presidente de Malta                                       | 1934 (91) | Infante D. Henrique | 11 de Dezembro de 2008 |
| Horst Kohler, Presidente da Alemanha                                           | 1943 (82) | Infante D. Henrique | 2 de Março de 2009     |
| Rei Abdullah II da Jordânia                                                    | 1962 (63) | Sant'Iago da Espada | 16 de Março de 2009    |
| Emir Hamad bin Khalifa do Qatar                                                | 1952 (73) | Infante D. Henrique | 20 de Abril de 2009    |
| Abdullah Gül, Presidente da Turquia                                            | 1950 (74) | Infante D. Henrique | 10 de Maio de 2009     |
| Heinz Fischer, Presidente da Áustria                                           | 1938 (86) | Sant'Iago da Espada | 23 de Julho de 2009    |
| Grão-Duque Henri do Luxemburgo                                                 | 1955 (70) | Sant'Iago da Espada | 7 de Setembro de 2010  |
| Príncipe Frei Matthew Festing, Grão-Mestre da Ordem de Malta                   | 1949 (75) | Sant'Iago da Espada | 23 de Novembro de 2010 |
| Doutor Aníbal Cavaco Silva, 19º Presidente da República (ex officio)           | 1939 (85) | Torre e Espada      | 9 de Março de 2011     |
| Bronislaw Komorowski, Presidente da Polónia                                    | 1952 (73) | Infante D. Henrique | 19 de Abril de 2012    |
| José Maria de Vasconcelos (Taur Matan Ruak), Presidente de Timor-Leste         | 1956 (68) | Infante D. Henrique | 10 de Maio de 2012     |
| Jorge Carlos Fonseca, Presidente de Cabo Verde                                 | 1950 (74) | Infante D. Henrique | 11 de Junho de 2012    |
| Juan Manuel Santos, Presidente da Colômbia                                     | 1951 (73) | Infante D. Henrique | 14 de Novembro de 2012 |
| Ollanta Humala, Presidente do Peru                                             | 1962 (62) | Infante D. Henrique | 19 de Novembro de 2012 |
| Ricardo Martinelli, Presidente do Panamá                                       | 1952 (73) | Infante D. Henrique | 29 de Julho de 2013    |
| Enrique Peña Nieto, Presidente do México                                       | 1966 (58) | Infante D. Henrique | 2 de Junho de 2014     |
| Armando Guebuza, Presidente de Moçambique                                      | 1943 (82) | Infante D. Henrique | 1 de Julho de 2014     |
| José Manuel Durão Barroso, Primeiro-Ministro e Presidente da Comissão Europeia | 1956 (69) | Infante D. Henrique | 3 de Novembro de 2014  |
| Klaus Iohannis, Presidente da Roménia                                          | 1959 (65) | Infante D. Henrique | 17 de Junho de 2015    |
| General António Ramalho Eanes, 16º Presidente da República                     | 1935 (90) | Liberdade           | 18 de Dezembro de 2015 |

## Presidente Marcelo Rebelo de Sousa (2016-presente)
| Nome                                                                                   | Vida           | Ordem               | Alvará                  |
| -------------------------------------------------------------------------------------- | -------------- | ------------------- | ----------------------- |
| Marcelo Rebelo de Sousa, 20.º Presidente da República (durante munere)                 | 1948 (76 anos) | Três Ordens         | 9 de Março de 2016      |
| Aníbal Cavaco Silva, 19.º Presidente da República                                      | 1939 (85 anos) | Liberdade           | 9 de Março de 2016      |
| General António Ramalho Eanes, 16º Presidente da República                             | 1935 (90 anos) | Infante D. Henrique | 20 de Junho de 2016     |
| Rei Mohammed VI de Marrocos                                                            | 1963 (61 anos) | Sant'Iago da Espada | 28 de Junho de 2016     |
| Joaquim Chissano, Antigo Presidente de Moçambique                                      | 1939 (85 anos) | Liberdade           | 30 de Junho de 2016     |
| François Hollande, Presidente de França                                                | 1954 (70 anos) | Liberdade           | 19 de Julho de 2016     |
| Marechal Abdul Fatah Al-Sisi, Presidente do Egipto                                     | 1954 (70 anos) | Infante D. Henrique | 21 de Novembro de 2016  |
| Rei Filipe VI de Espanha                                                               | 1968 (57 anos) | Torre e Espada      | 28 de Novembro de 2016  |
| Tomislav Nikolic, Presidente da Sérvia                                                 | 1952 (73 anos) | Infante D. Henrique | 25 de Janeiro de 2017   |
| Prokópis Pavlópoulos, Presidente da Grécia                                             | 1950 (74 anos) | Infante D. Henrique | 27 de Janeiro de 2017   |
| Michelle Bachelet, Presidente do Chile                                                 | 1951 (73 anos) | Liberdade           | 30 de Março de 2017     |
| Jorge Carlos Fonseca, Presidente de Cabo Verde                                         | 1950 (74 anos) | Liberdade           | 10 de Abril de 2017     |
| Horacio Cartes, Presidente do Paraguai                                                 | 1956 (68 anos) | Infante D. Henrique | 10 de Maio de 2017      |
| Grão-Duque Henri do Luxemburgo                                                         | 1955 (70 anos) | Liberdade           | 23 de Maio de 2017      |
| Macky Sall, Presidente do Senegal                                                      | 1961 (63 anos) | Infante D. Henrique | 23 de Maio de 2017      |
| Alassane Ouattara, Presidente da Costa do Marfim                                       | 1942 (83 anos) | Infante D. Henrique | 12 de Setembro de 2017  |
| Rei Guilherme-Alexandre da Holanda                                                     | 1967 (58 anos) | Infante D. Henrique | 10 de Outubro de 2017   |
| Rainha Máxima da Holanda                                                               | 1971 (54 anos) | Infante D. Henrique | 10 de Outubro de 2017   |
| Juan Manuel Santos, Presidente da Colômbia                                             | 1951 (73 anos) | Liberdade           | 13 de Novembro de 2017  |
| Sergio Mattarella, Presidente de Itália                                                | 1941 (83 anos) | Liberdade           | 6 de Dezembro de 2017   |
| Frank-Walter Steinmeier, Presidente da Alemanha                                        | 1956 (69 anos) | Infante D. Henrique | 1 de Março de 2018      |
| Jorge Sampaio, 18º Presidente da República                                             | 1939–2021      | Infante D. Henrique | 5 de Abril de 2018      |
| Rei Filipe VI de Espanha                                                               | 1968 (57 anos) | Liberdade           | 15 de Abril de 2018     |
| Kolinda Grabar-Kitarovic, Presidente da Croácia                                        | 1968 (57 anos) | Infante D. Henrique | 27 de Abril de 2018     |
| Marie-Louise Coleiro Preca, Presidente de Malta                                        | 1958 (66 anos) | Infante D. Henrique | 15 de Maio de 2018      |
| Rei Filipe dos Belgas                                                                  | 1960 (65 anos) | Infante D. Henrique | 22 de Outubro de 2018   |
| Rainha Matilde dos Belgas                                                              | 1973 (52 anos) | Infante D. Henrique | 22 de Outubro de 2018   |
| João Lourenço, Presidente de Angola                                                    | 1954 (71 anos) | Infante D. Henrique | 22 de Novembro de 2018  |
| Martín Vizcarra, Presidente do Peru                                                    | 1963 (62 anos) | Infante D. Henrique | 25 de Fevereiro de 2019 |
| Kersti Kaljulaid, Presidente da Estónia                                                | 1969 (55 anos) | Infante D. Henrique | 16 de Abril de 2019     |
| Mário Draghi, Presidente do Banco Central Europeu, depois Primeiro-Ministro de Itália) | 1947 (77 anos) | Infante D. Henrique | 16 de Abril de 2019     |
| Alexander van der Bellen, Presidente da Áustria                                        | 1944 (81 anos) | Sant'Iago da Espada | 18 de Junho de 2019     |
| Sophia de Mello Breyner Andresen (a título póstumo)                                    | 1919–2004      | Sant'Iago da Espada | 6 de Novembro de 2019   |
| Marcelo Rebelo de Sousa, 20º Presidente da República (ex officio)                      | 1948 (76 anos) | Torre e Espada      | 9 de Março de 2021      |
| Borut Pahor, Presidente da Eslováquia                                                  | 1963 (61 anos) | Infante D. Henrique | 31 de Maio de 2021      |
| Jorge Carlos Fonseca, Presidente de Cabo Verde                                         | 1950 (74 anos) | Camões              | 8 de Novembro de 2021   |
| José Saramago (a título póstumo)                                                       | 1922–2010      | Camões              | 16 de Novembro de 2021  |
| Angela Merkel, Chanceler da Alemanha                                                   | 1954 (70 anos) | Infante D. Henrique | 9 de Dezembro de 2021   |
| Katerina Sakellaropoulou, Presidente da Grécia                                         | 1956 (69 anos) | Infante D. Henrique | 27 de Março de 2022     |
| Carlos Vila Nova, Presidente de São Tomé e Príncipe                                    | 1959 (65 anos) | Infante D. Henrique | 5 de Abril de 2022      |
| Rumen Radev, Presidente da Bulgária                                                    | 1963 (61 anos) | Infante D. Henrique | 12 de Abril de 2022     |
| Grão-Duque Henri do Luxemburgo                                                         | 1955 (70 anos) | Cristo              | 11 de Maio de 2022      |
| Francisco Guterres, Presidente de Timor-Leste                                          | 1954 (70 anos) | Infante D. Henrique | 19 de Maio de 2022      |
| Paula Rego (a título póstumo)                                                          | 1935–2022      | Camões              | 10 de Junho de 2022     |
| Uhuru Muigai Kenyatta, Presidente do Quénia                                            | 1961 (63 anos) | Infante D. Henrique | 28 de Junho de 2022     |
| Muhammadu Buhari, Presidente da Nigéria                                                | 1942 (82 anos) | Infante D. Henrique | 30 de Junho de 2022     |
| Aníbal Cavaco Silva, 19º Presidente da República                                       | 1939 (85 anos) | Infante D. Henrique | 5 de Julho de 2022      |
| José Maria Neves, Presidente de Cabo Verde                                             | 1960 (65 anos) | Infante D. Henrique | 28 de Julho de 2022     |
| Nicos Anastasiades, Presidente de Chipre                                               | 1946 (78 anos) | Infante D. Henrique | 7 de Outubro de 2022    |
| Vítor Constâncio, Vice-Presidente do Banco Central Europeu                             | 1943 (81 anos) | Infante D. Henrique | 27 de Outubro de 2022   |
| José Ramos Horta, Presidente de Timor-Leste                                            | 1949 (75 anos) | Camões              | 31 de Outubro de 2022   |
| Amílcar Cabral (a título póstumo)                                                      | 1924–1973      | Liberdade           | 10 de Dezembro de 2022  |
| Katalin Novák, Presidente da Hungria                                                   | 1977 (47 anos) | Infante D. Henrique | 23 de Fevereiro de 2023 |
| Luis Abinader, Presidente da República Dominicana                                      | 1946 (78 anos) | Infante D. Henrique | 23 de Março de 2023     |
| Egils Levits, Presidente da Letónia                                                    | 1944 (81 anos) | Infante D. Henrique | 12 de abril de 2023     |
| Luiz Inácio Lula da Silva, Presidente do Brasil                                        | 1945 (79 anos) | Camões              | 22 de Abril de 2023     |
| Abdelmadjid Tebboune, Presidente da Argélia                                            | 1945 (79 anos) | Infante D. Henrique | 23 de maio de 2023      |
| Miguel Díaz-Canel, Presidente de Cuba                                                  | 1960 (65 anos) | Infante D. Henrique | 14 de julho de 2023     |
| Nana Akufo-Addo, Presidente do Gana                                                    | 1944 (81 anos) | Infante D. Henrique | 18 de julho de 2023     |
| Andrzej Duda, Presidente da Polónia                                                    | 1972 (53 anos) | Infante D. Henrique | 22 de agosto de 2023    |
| Volodymyr Zelensky, Presidente da Ucrânia                                              | 1978 (47 anos) | Liberdade           | 24 de agosto de 2023    |